# Nybyggarna (film)
Nybyggarna är en svensk film som hade biopremiär i Sverige den 26 februari 1972, i regi av Jan Troell. Filmen är en uppföljare till Utvandrarna från 1971.

## Handling
Kristina och Karl-Oskar får flera barn och brukar jorden så gott de kan. Fler svenskar bosätter sig vid sjön. Robert och Arvid åker till Kalifornien och letar guld. Nybyggarna får problem med indianer och Kristina får problem med kyrkan, som vill att hon ska bryta med sin vän Ulrika, som blivit baptist. Karl-Oskar och Kristina får ytterligare ett barn. Efter att ha varit borta i några år kommer Robert tillbaka från Kalifornien. Han har inte hittat så mycket guld och råkat ut för hemska saker. Han har med sig pengar hem, men det visar sig vara falska pengar. Arvid är död efter att ha druckit av en förgiftad sjö. Roberts livsglädje är borta och han har en svår hosta. Efter att ha varit hemma en tid dör han, 22 år gammal. Inbördeskriget bryter ut och Karl-Oskar vill bli soldat. Det vill inte Kristina att han ska bli.

## Om filmen
Filmen baseras på Vilhelm Mobergs romaner Nybyggarna och Sista brevet till Sverige. Den spelades till största delen in i Skåne och lokaler som märks är Skäralid på Söderåsen och Västra Backlandskapet kring Snogeholm och Ellestad. Den var nominerad till en Oscar för bästa utländska film vid Oscarsgalan 1973.

## I rollerna
- Max von Sydow – Karl-Oskar
- Liv Ullmann – Kristina
- Eddie Axberg – Robert
- Pierre Lindstedt – Arvid
- Allan Edwall – Danjel
- Monica Zetterlund – Ulrika
- Hans Alfredson – Jonas Petter
- Agneta Prytz – Fina Kajsa
- Halvar Björk – Anders Månsson
- Tom C. Fouts – Pastor Jackson
- Peter Lindgren – Samuel Nöjd
- Per Oscarsson – Pastor Törner
- Oscar Ljung – Petrus Olausson
- Karin Nordström - Judit Olausson

### Fotnoter
1. ↑  läs online, Internet Movie Database , läst: 9 april 2016.[källa från Wikidata]
2. ↑  läs online, reverseshot.org .[källa från Wikidata]
3. ↑  läs online, espectrofilia.ricardogreene.cl .[källa från Wikidata]
4. 1 2 3 4 5 6 7 8 9  läs online, Internet Movie Database .[källa från Wikidata]
5. ↑  läs online, The New York Times .[källa från Wikidata]
6. ↑  ”Nybyggarna”. Svensk filmdatabas. 26 februari 1972. http://www.sfi.se/sv/svensk-filmdatabas/Item/?itemid=4888&type=MOVIE&iv=Basic. Läst 21 september 2016.